# 大沢基寿
大沢 基寿（おおさわ もとすみ/もとひさ/もととし、旧字体：大澤 基壽）は、江戸時代後期の高家旗本。明治時代のジャーナリスト、編集者。別名は基輔。通称は七助、采女。号は緑陰（緑蔭）。官位は従四位下・侍従、右京大夫。

## 経歴
大沢基暢の子として誕生した。室は鯖江藩主・間部詮勝の娘・福聚。
万延元年（1860年）閏3月1日、14代将軍・徳川家茂に御目見する。同年閏3月25日、部屋住ながら高家見習。明治期の本人の回想によれば、当時14歳であったという。同年4月26日、従五位下・侍従・采女正に叙任する。後に従四位下に昇進、右京大夫に改める。同年8月27日、高家職。
文久2年12月25日（1863年）、父の死去により家督相続する。慶応2年（1866年）11月27日、高家肝煎。慶応3年（1867年）10月14日、15代将軍・徳川慶喜による大政奉還の上奏文を朝廷に提出する。

## 万石事件
慶応4年1月22日（1867年）、新政府に服属し、同年2月7日（1867年）には東征軍に資金を献上している。同年8月、新政府に対して石高直しを申請し、実高が1万6石となったという虚偽の報告をした。これによって基寿は同年9月18日、諸侯（大名）に列して堀江藩が立藩する。明治元年（1867年）12月17日、遠江国内の領地の返上と美濃国内に替地の支給を上申する。明治2年6月17日（1869年7月25日）、華族制度が創設されると華族に列し、同月25日（8月2日）、版籍奉還を行い知藩事に任じられる。1871年（明治4年）3月20日、家禄の半分を開拓費にあてることを上申し、同年5月29日に許可されている。同年7月、廃藩置県により免職となる。
同年11月に至り、石高直しに関する虚偽の報告が露見すると、基寿は士族に落とされた上で禁錮1年の刑を受けた。

## 明治時代

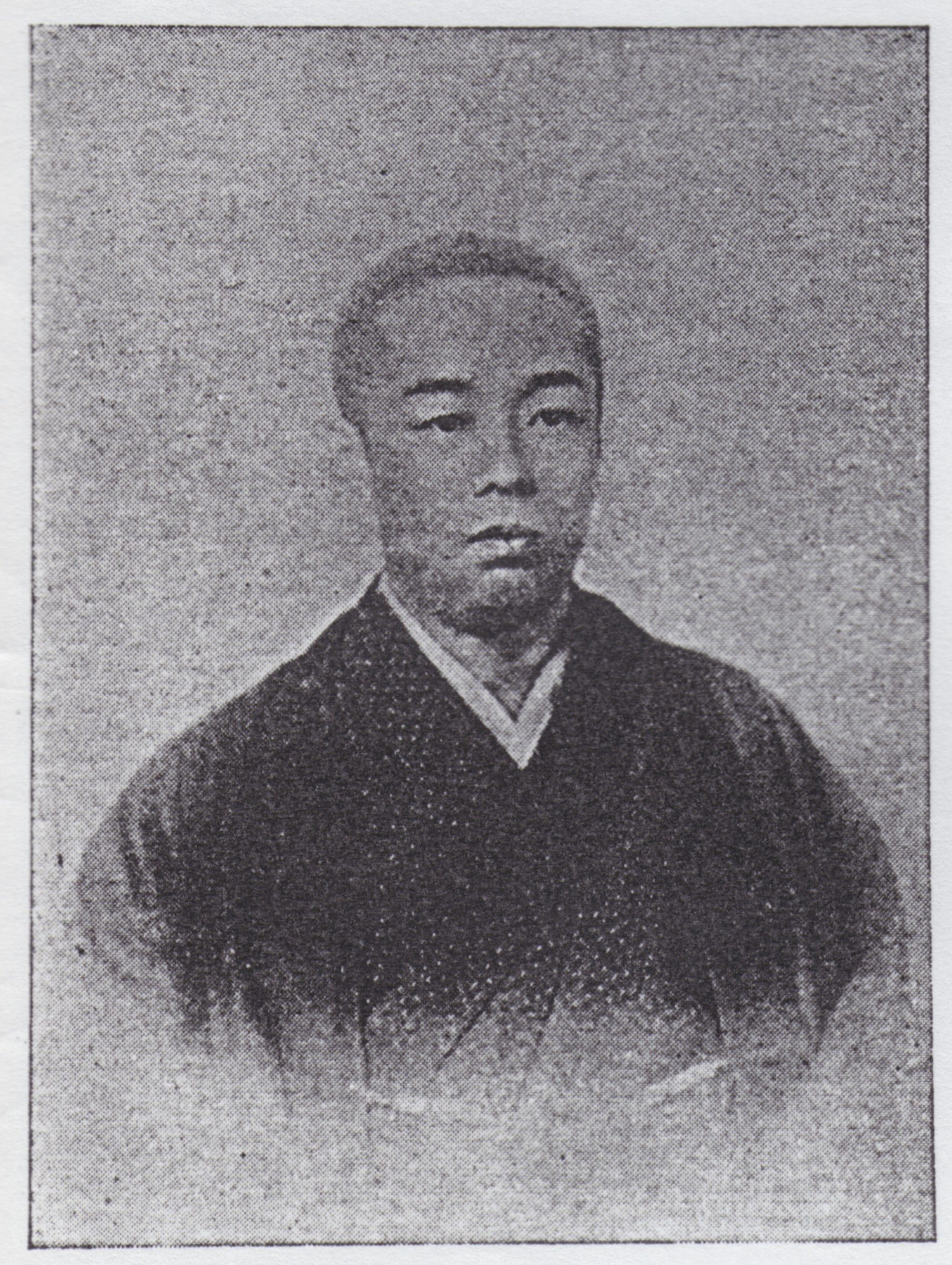
明治時代の大沢基寿（基輔）の写真

基寿は明治時代には出版業に携わる一方、明治16年（1883年）頃には東京市下谷区区会議員も務めていた。
その後、『東京日々新聞』や『やまと新聞』の発行にも関わり、後には自ら社長として『絵入日報』を発行した。
また、明治28年（1895年）には条野採菊らと共に、廃業していた三遊亭圓朝を招いて円朝会を催したことも知られる。
明治32年（1899年）、史談会のインタビューに応じており、この頃までは生存を確認できる。